# NGC 1654
NGC 1654 é uma galáxia espiral (Sa) localizada na direcção da constelação de Eridanus. Possui uma declinação de -02° 05' 00" e uma ascensão recta de 4 horas, 45 minutos e 48,4 segundos.
A galáxia NGC 1654 foi descoberta em 21 de Dezembro de 1881 por Édouard Jean-Marie Stephan.